# Слухай
Слухай (пол. Słuchaj) — село в Польщі, у гміні Ґолюб-Добжинь Ґолюбсько-Добжинського повіту Куявсько-Поморського воєводства.
У 1975-1998 роках село належало до Торунського воєводства.